# Spreitung
Unter Spreitung (engl. Spreading) versteht man in der Oberflächenphysik die Ausbreitung und flächige Verteilung unlöslicher Stoffe, insbesondere von Flüssigkeiten, auf Oberflächen.
Berühren sich kleinere Mengen zweier Flüssigkeiten oder von einer Flüssigkeit und einem Feststoff, die eine geringe Wechselwirkung miteinander eingehen bzw. die eine hohe Grenzflächenspannung besitzen, so bilden sich Tropfen, die eine grob kugel- bis halbkugelförmige Form annehmen. Bei manchen Flüssigkeiten, wie etwa Ölen, flacht sich der Kontaktwinkel nach dem ersten Zusammentreffen der Stoffe ab, und die Flüssigkeit bedeckt eine zunehmend größere Fläche. 
Die Spreitung kann so weit fortschreiten, dass die Flüssigkeit nur noch als Schicht in Molekularausdehnung besteht. Das Maß der Spreitung wird auch als Spreitwert definiert.
Die Spreitung hängt ab von
- der verwendeten Flüssigkeit bzw. dem verwendeten Stoff
- der Beschaffenheit und dem Material der Oberfläche, auf die sie aufgebracht wird
- Temperatur und Zeit.

Wenn Aussagen über die Spreitung zu machen sind, verwendet man Standardflüssigkeiten definierter Menge  auf bestimmten Oberflächen (Stahl, Glas, Messing) mit definierter Oberflächenbeschaffenheit und misst die Zeit, in der eine bestimmte Fläche bei einer bestimmten Temperatur bedeckt wird. Die gewonnenen Daten werden als Vergleiche herangezogen.
Eine besondere Bedeutung hat die Spreitung bei Schmierölen, da hier oft gewünscht wird, dass das Öl möglichst an der Schmierstelle bleibt und sich nicht über das gesamte Gerät verteilt.